# Panis Angelicus
Panis Angelicus (Хлеб Ангелов) — предпоследняя строфа из гимна «Sacris Solemnis», написанного Фомой Аквинским для Праздника Тела и Крови Христовых. В день этого праздника, гимн является составной частью мессы и Литургии Часов. Строфа «Panis Angelicus» обычно рассматривается отдельно от гимна «Sacris Solemnis», так она положена на музыку и имеет собственный текст.
В 1872 году французский композитор и органист Сезар Франк написал музыкальное оформление для гимна «Panis Angelicus», включающее в себя партии для тенора, арфы, виолончели и органа. Позже, Сезар Франк включил это сочинение в свое произведение Messe à troi voix Opus 12.

## Латинский текст гимна с доксологией
| Panis angelicus fit panis hominum; Dat panis cœlicus figuris terminum: O res mirabilis! Manducat Dominum Pauper, servus et humilis. Te trina Deitas unaque poscimus: Sic nos tu visita, sicut te colimus; Per tuas semitas duc nos quo tendimus, Ad lucem quam inhabitas. Amen. | Хлеб Ангелов Станет хлебом для человечества; Хлеб Небесный исполнит Всё, что сказано раньше; О, чудо! Телом Господа будут питаться все бедные, покорные и смиренные. Ты, Господи, Троица в одном, мы молим; Ты, что приходишь, Когда мы поклоняемся Тебе. По путям Твоим, веди нас туда, куда мы идём, К свету, в котором Ты пребываешь. Аминь. |